# سولبیاته اولونا
سولبیاته اولونا (به ایتالیایی: Solbiate Olona) یک کومونه در ایتالیا است که در استان وارزه واقع شده‌است. سولبیاته اولونا ۴٫۹ کیلومتر مربع مساحت و ۵٬۶۵۵ نفر جمعیت دارد و ۲۴۷ متر بالاتر از سطح دریا واقع شده‌است.